# Granja (Boqueijón)
Granja (llamada oficialmente San Lourenzo da Granxa) es una parroquia y lugar suprimido español del municipio de Boqueijón, en la provincia de La Coruña, Galicia.

## Otra denominación
La parroquia también se denomina San Lorenzo de Granja.

## Entidades de población
Entidades de población que forman parte de la parroquia:
- A Igrexa
- Ardilleiro Grande (O Ardilleiro Grande)
- Ardilleiro Pequeño (O Ardilleiro Pequeno)
- Reboredo

## Historia
Granxa (oficialmente, A Granxa)era el lugar de esta parroquia que le daba su nombre y que entre los años 2010 y 2012 fue suprimido al escindirse en los lugares de Ardilleiro Grande y Ardilleiro Pequeno.

## Demografía

### Parroquia
| Gráfica de evolución demográfica de Granja (parroquia) entre 2000 y 2018 |
|                                                                          |
| Datos según el nomenclátor publicado por el INE.                         |

### Lugar
| Gráfica de evolución demográfica de Granxa (lugar) entre 2000 y 2012 |
|                                                                      |
| Datos según el nomenclátor publicado por el INE.                     |